# Державні трудові ощадні каси СРСР
Державні трудові ощадні каси СРСР (держтрудощадкаси) — спеціалізований державний банк СРСР, до завдань якого належало залучення вільних грошових коштів населення та їх розміщення у вигляді державних внутрішніх позик, здійснення розрахунково-касового обслуговування населення й організацій та інші операції, передбачені статутом банку.

## Історія

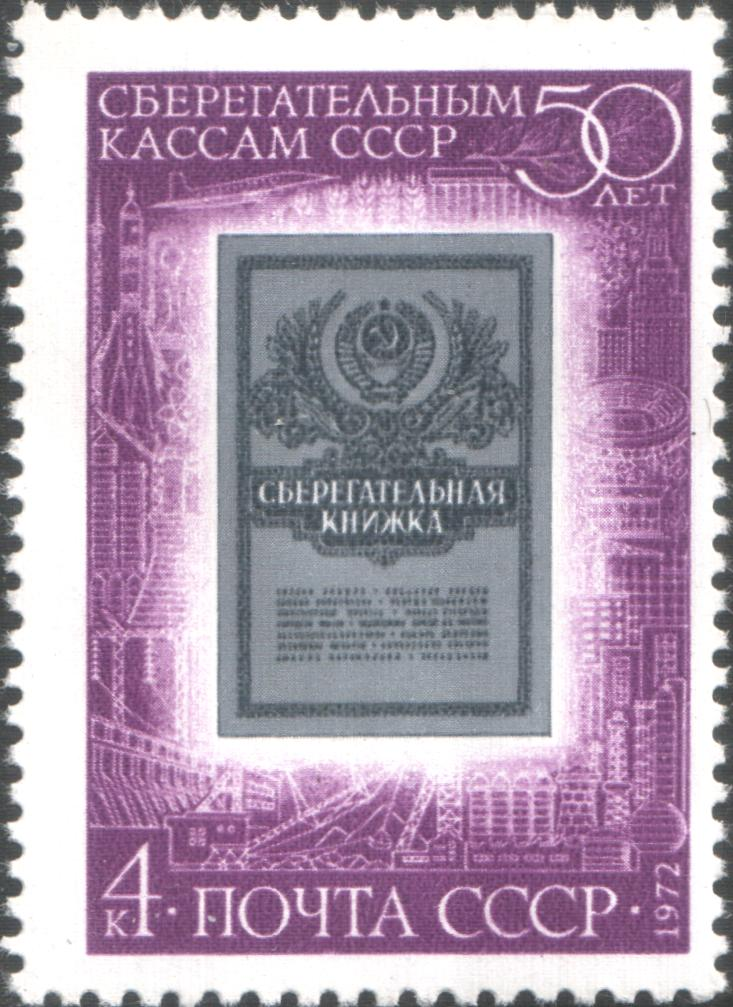
Поштова марка СРСР 1972 року. Ощадним касам СРСР — 50 років

Положенням про Державні трудові ощадні каси Союзу Радянських Соціалістичних Республік, прийнятим ЦВК СРСР і РНК СРСР 27 листопада 1925, були утворені держтрудощадкаси СРСР.
Каси засновувалися з метою надати населенню можливість зберігати і нагромаджувати грошові заощадження та вільні кошти з нарощуванням процентів. Державні трудові ощадні каси перебували у віданні Наркомфіну. Найменування «ощадна каса» й «ощадна книжка» присвоювалися винятково державним трудовим ощадним касам і книжкам, що випускалися ними.
З метою залучення вкладників та збільшення суми вкладів у 1926–1930 роках проводилися так звані «двотижневики заощаджень». У результаті проведеного у вересні 1927 р. всесоюзного двотижневика заощаджень число вкладників ощадних кас збільшилося на 500 тисяч, а сума вкладів — майже на 30 млн рублів.
Система діяла на основі статуту, затвердженого Радою міністрів СРСР 20 листопада 1948. До 1963 року ощадні каси перебували у віданні Міністерства фінансів СРСР. З 1 січня 1963 р. держтрудощадкаси були передані у відання Держбанку СРСР.
У 1987 році почалася реформа банківської системи в СРСР, основною метою якої був перехід банків на комерційну основу. Розробники реформи порахували, що приплив грошових коштів до державного бюджету від підприємств може бути обмеженим. Тому важливим джерелом наповнення бюджету мали стати гроші населення. Проте, оскільки система Державних трудових ощадних кас СРСР перебувала в незадовільному стані і не могла нормально обслуговувати зростаючі потреби населення, то Центральним комітетом КПРС і Радою міністрів СРСР було прийнято рішення про реорганізацію системи Держтрудощадкас та заснування Банку трудових заощаджень і кредитування населення СРСР.

## Організація та управління
Залежно від функцій і штатів держтрудощадкаси поділялися на центральні, 1-го розряду, 2-го розряду і агентства ощадних кас. Діяльністю ощадних кас міста і району керувала центральна ощадна каса. У всіх союзних і автономних республіках, краях і областях, а також у деяких найбільш великих містах були управління Держтрудощадкас, які здійснювали безпосереднє керівництво діяльністю ощадних кас, що знаходилися на території цієї республіки, області. Керувало всією системою ощадних кас Правління Держтрудощадкас СРСР.

### Керівники

#### Керівники Держтрудощадкас СРСР
- З липня по жовтень 1923 — Пауфлер Микола Євгенович;
- З березня по липень 1925 — Марьясін Лев Юхимович;
- 1925–1928 — Гольдберг Самуїл Львович;
- 1929–1930 — Аболін Крістап Крістаповіч.

#### Начальники Держтрудощадкас і держкредиту СРСР
- 1930–1932 — Ліфшиц Михайло Йосипович;
- З грудня 1932 по листопад 1933 — Богатін Сергій Романович (зі збереженням посади голови правління Держстраху);
- З лютого по червень 1935 — Лізарьов Олексій Семенович (тимчасовий виконувач обов'язків начальника);
- З червня 1935 по липень 1937 — Озерянський Анатолій Ананійович;
- 1937–1940 — Солін Василь Васильович;
- З лютого 1940 по червень 1946 — Дмітрічьов Павло Якович;
- 1947–1948 — Оболенський Микола Гаврилович;
- З лютого 1948 по 1960 — Дмітрічьов Павло Якович;
- 1960–1972 — Четвериков Петро Антонович.

#### Голови правління Держтрудощадкас
- 1972–1975 — Четвериков Петро Антонович.
- 1975–1986 — Риндін Павло Васильович;
- З грудня 1986 по лютий 1990 — Бурков Олександр Степанович, з серпня 1987 — голова правління Ощадбанку СРСР;
- З березня 1990 по січень 1992 — Хоркін Володимир Олексійович, голова правління Ощадбанку СРСР.

## Статистика
Станом на кінець 1940 року налічувалося 41,6 тис. ощадних кас; на 1970 рік — 78,3 тис., на 1974 рік — 79,5 тис., на 1977 рік — 80,4 тис.
До кінця 1974 року на кожну 1000 осіб припадало в середньому 395 рахунків по вкладах, а сума вкладів у середньому на душу населення становила 312 рублів; на кожну 1000 осіб, які отримували дохід (основні вкладники ощадних кас), — відповідно 639 рахунків і 504 руб. За 1974 рік обороти Держтрудощадкас по вкладах склали: по приходу 43,2 млрд руб. (у тому числі в порядку перерахувань з доходів трудящих 8,5 млрд руб.) і по видатках 33 млрд руб.